# Bizen
Bizen (jap. 備前市 Bizen-shi) – miasto w Japonii, w południowej części wyspy Honsiu, w prefekturze Okayama.

## Położenie
Leży we wschodniej części prefektury. Graniczy z:
- Mimasaka;
- Okayama;
- Setouchi;
- Akaiwa;
- Akō.

## Demografia
W 2005 miasto liczyło 40 221 mieszkańców.